# 勢田川
勢田川（せたがわ）は、三重県伊勢市を流れる宮川水系の一級河川。伊勢市街地を流れる主要な河川である。
江戸時代にはお蔭参りの客や物資の輸送で大変賑わったが、第二次世界大戦以後は陸上交通の発達によって急速に衰退した。また、市内の生活排水が一挙に流入することで水質汚濁が進行している。

## 地理
三重県伊勢市の南部・鼓ヶ岳を水源とする。伊勢市を代表する二大河川の宮川と五十鈴川にはさまれた地域を流れ、いくつかの支流を合流し、河口付近で五十鈴川と合流し伊勢湾に注ぐ。
御贄川（おんべがわ）の異名を持つことから分かるように、伊勢神宮へ献上するための魚を獲っていた川である。ほかにも小田川（おだがわ）・尾上川（おべがわ）ともいう。古い文献には「勢伊太川」の表記もある。勢田川の名は「瀬の多き川」に由来するという。

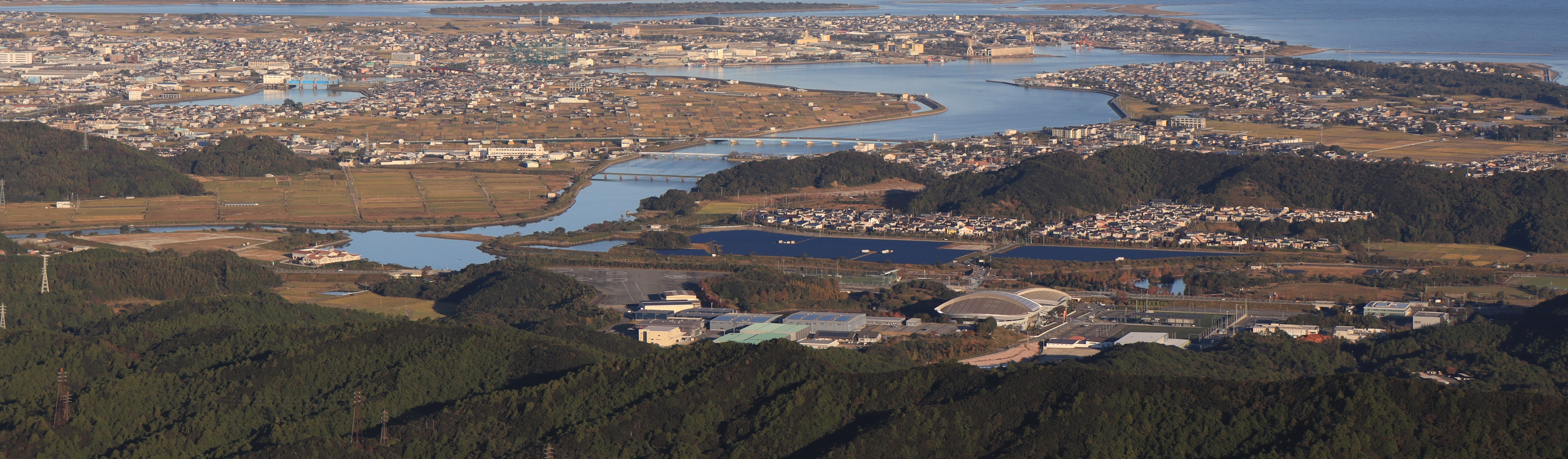
五十鈴川の河口付近で合流する勢田川、左上部にその水門、その下流側に一色大橋、最上端に宮川

## 歴史

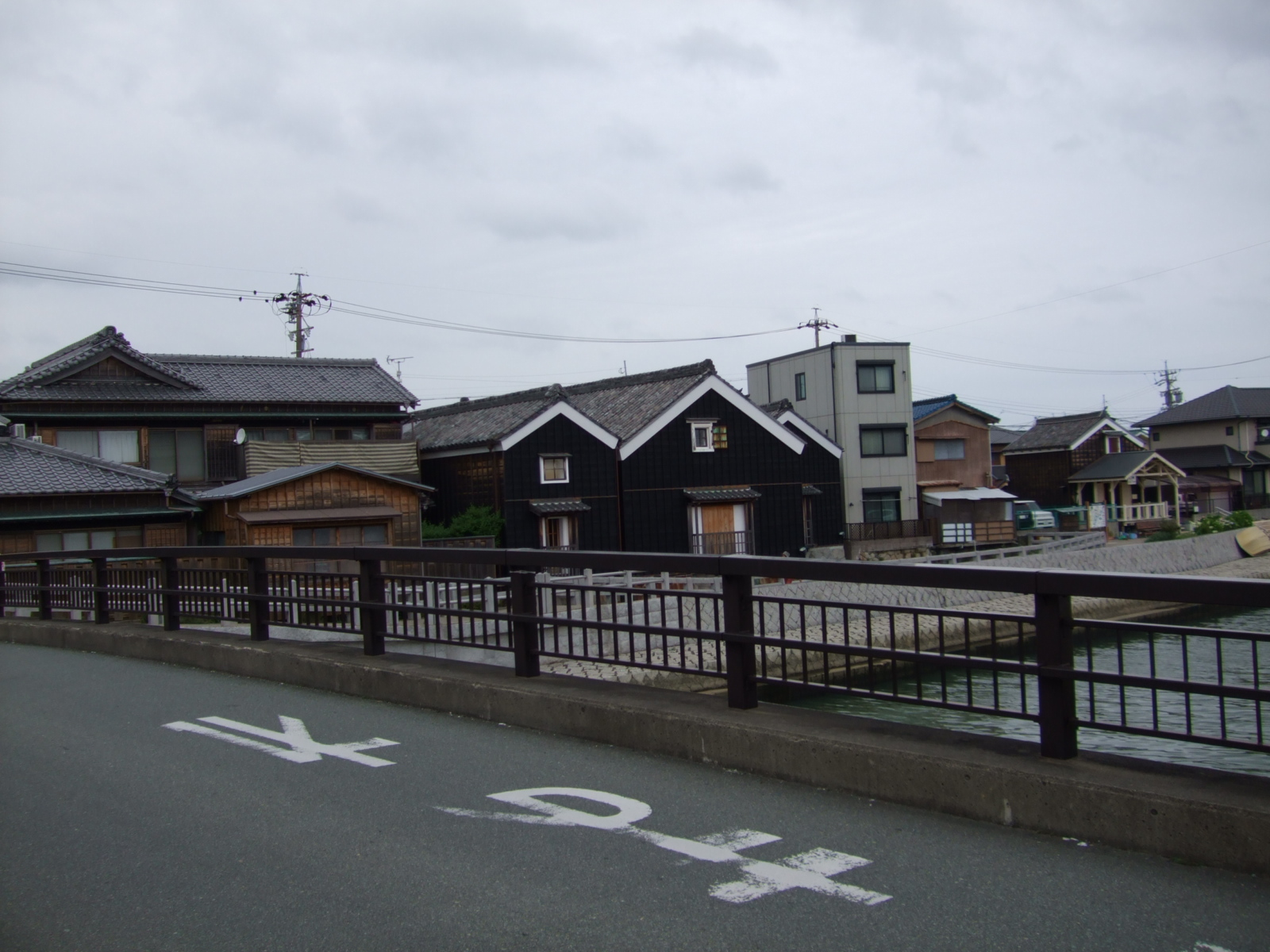
北新橋と勢田川

この河川の流域は伊勢神宮との関係で発達してきた。中世あたりから河岸（川港）が形成され、下流から順に大湊・神社（かみやしろ）・二軒茶屋・船江・河崎などの港町が生まれた。これらの河岸は三河国や遠江国から多くの参宮客や物資を迎え入れ、「勢田の流の入舟出舟、わけて賑ふ御蔭年」と謡われた。
明治時代以降の参宮鉄道・参宮急行電鉄の開通により、勢田川からの参宮客（川筋参宮）は激減、物資輸送もトラック輸送の普及により衰えた。同時に船江や河崎の問屋街もその役割を終えた。
1974年（昭和49年）7月7日、台風8号に伴う集中豪雨によって洪水が起き、伊勢市内13,060戸に及ぶ浸水被害が発生した。これは「七夕水害」と呼ばれている。翌年に一級河川の指定を受け、国の直轄事業によって河川改修が行われた。改修により、引堤・勢田川防潮水門・排水機場が整備され、河床の掘削が行われた。
この時、かつて問屋街をなした河崎や船江では河川拡幅のために立ち退きを求められたが住民らは反対し、町屋や土蔵の保存運動を展開した。現在当該地区に残る歴史的な町並みは、この運動によって守られたものである。

## 水質

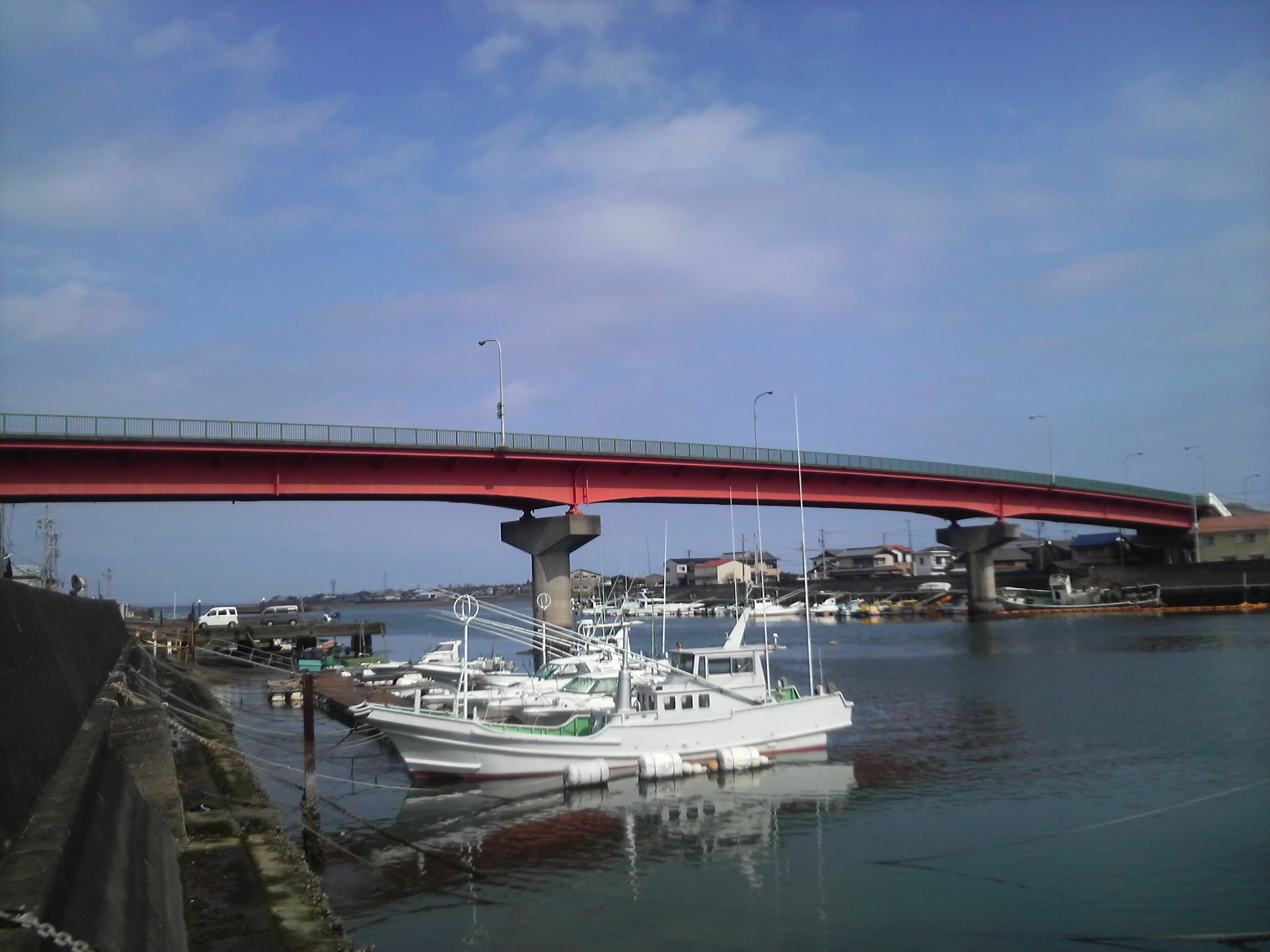
一色大橋

勢田川は三重県内でも汚染が深刻な河川の一つである。水質の悪化の要因としては伊勢市の下水道整備の遅れが指摘されている。2004年（平成16年）は宮川の水質が全国1位となった一方、勢田川は三重県ワースト1位を記録してしまった。
近年の調査ではBOD値は2002年・2003年・2005年に環境基準値を上回ったが、その値は低下してきており、水質改善がみられると市は発表している。
以下は勢田川の近くにある三重県立伊勢工業高等学校工業化学科が一色大橋（伊勢市一色町）にて調査した1996年（平成8年）のデータである。※比較のために掲載した値は日本の河川平均値であり、環境基準値ではない。
| 水質項目 | 一色大橋(ppm) | 日本の河川平均(ppm) |
| -------- | ------------- | ------------------- |
| Na＋     | 2,700         | 6.7                 |
| K＋      | 190           | 1.19                |
| Mg2＋    | 460           | 1.9                 |
| Ca2＋    | 70            | 8.8                 |
| Cl-      | 12,540        | 5.8                 |
| NH3      | 0〜0.5        | ―                   |

## 再生への取り組み
勢田川では、さまざまな運動が官民一体となって取り組まれている。ここでは、主なものを取り上げる。
勢田川きれいにプロジェクト
2003年（平成15年）設立。愛称はSetagawa-Kireini-Projectから頭文字をとったSKiP（スキップ）である。約50名で出発し、水質浄化や自然環境の観察、「勢田川とおりゃん瀬」というカキの殻や竹材、ヤクルトの容器を使った水質浄化剤を設置するなとの活動を行っている。
勢田川七夕大そうじ
「勢田川を天の川に」をスローガンに毎年七夕前後に実施される清掃活動。勢田川七夕大そうじ連絡協議会などが主催し、2009年には地元の学校や企業など74団体の協力のもと実施された。
勢田川七夕エコキャンドルナイト
宮川流域案内人の会下流域グループの主催で2008年（平成20年）7月6日に開催された。使用済み天ぷら油を使用した約700個のキャンドルが勢田川沿いに灯された。翌2009年（平成21年）には100万人のキャンドルナイトの一環として開催され、キャンドルが4,000個に増やされた。
舟運の再生
神社みなとまち再生グループや伊勢河崎まちづくり衆などのまちづくり団体によって、かつての舟参宮（川筋参宮）を復活させようとする動きがある。2004年に木造和船「みずき」が完成、毎週末に河崎・川の駅 - 二軒茶屋・川の駅 - 神社・海の駅間で就航している。なお、船の名前「みずき」はアテネオリンピック女子マラソンで金メダルを獲得した伊勢市出身の野口みずき選手にちなんでいる。伊勢市は勢田川を「歴史観光交流軸」に位置付けており、この取り組みを日本財団とともに支援している。

## 主な橋梁

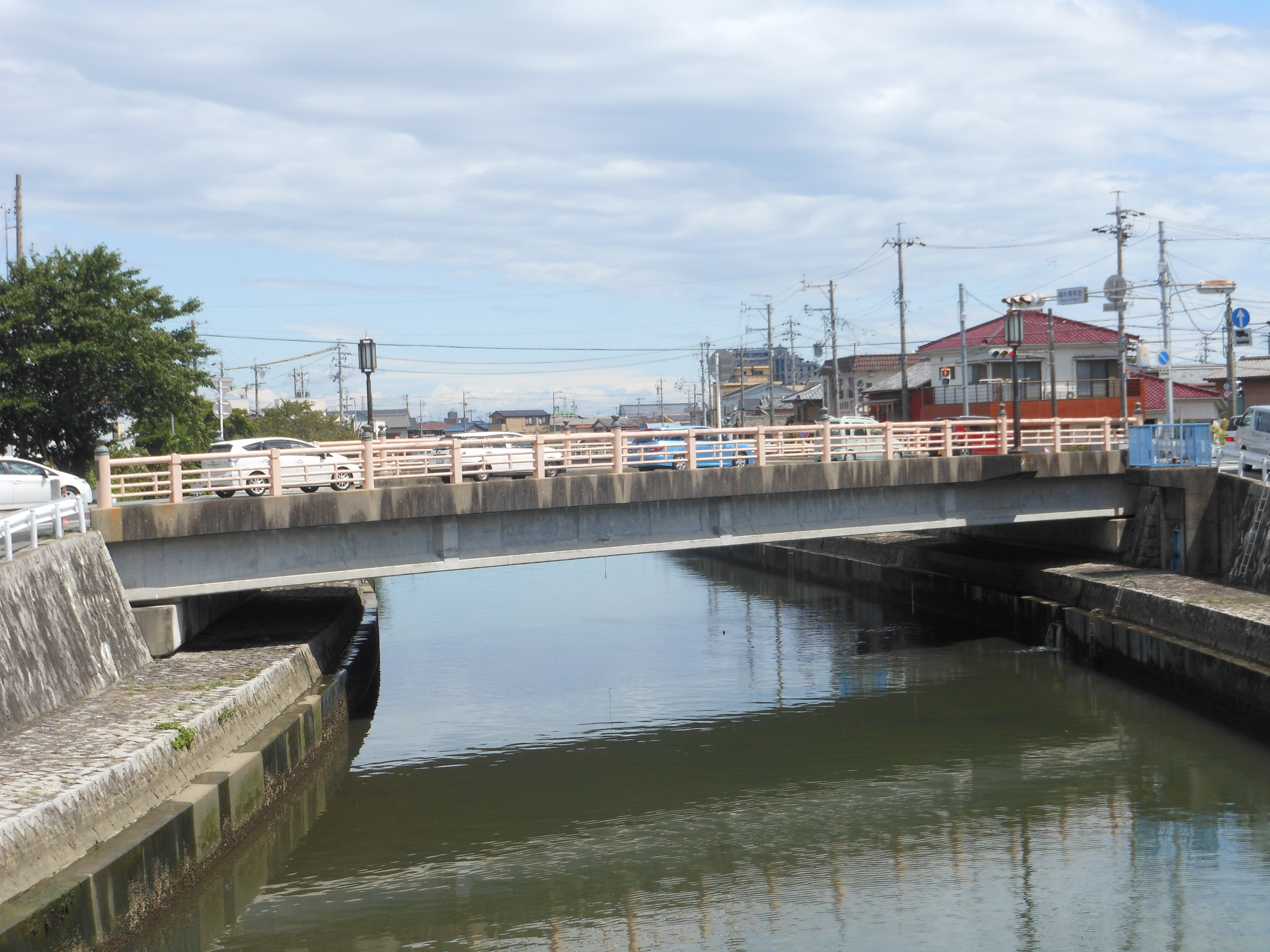
すのこ橋から撮影した錦水橋

- 小田橋 - 「おだのはし」と読む。岡本一丁目と尾上町を結ぶ。古市への入り口にあたり、左岸（岡本一丁目）には橋の由緒を記した案内板が置かれている。右岸（尾上町）には「小田橋バス停」がある。
- すのこ橋 - 上記の小田橋と下記の錦水橋との間に架かる橋。映画『半分の月がのぼる空』のロケ地の一つ。
- 錦水橋 - 「きんすいばし」と読む。岩渕二丁目と同三丁目を結ぶ、全長36.7m、幅16mの橋[16]。御幸道路（三重県道22号伊勢南島線・三重県道37号鳥羽松阪線の重複区間）上にある。1903年（明治36年）8月に神宮徴古館へ向かう橋として架けられた[16]。欄干には12基の擬宝珠が設置されている[16]。
- 勢田大橋 - 黒瀬町と田尻町を結ぶ橋。左岸（田尻町側）に国土交通省のテレメータ水位観測所がある[17]。
- 勢田川橋 - 黒瀬町と田尻町を結ぶ4径間連続非合成鋼板桁橋[18]で国道23号（南勢バイパス）に属する。1971年（昭和46年）に架橋され、2008年5月に補強工事が実施された[18]。
- 一色大橋 - 神社港と一色町を結ぶ橋。三重県道201号宇治山田港伊勢市停車場線に属する。1974年架橋。室町時代末期からこの橋が完成するまで渡船が運行されていた[19]。